# Cancello–Salerno-vasútvonal
A Cancello–Salerno-vasútvonal egy normál nyomtávolságú, 3 kV egyenárammal villamosított 49,83 km hosszúságú vasútvonal Olaszországban Cancello és Salerno között.

## Története
1846-ban nyitották meg az első szakaszt Cancello és Nola között. Ezt követően azonban a bővítés lassan haladt, és csak 1892-ben, 49 évvel az első szakasz elkészülte után fejeződött be a vonal a Sarno és Bivio S. Lucia közötti szakasszal.